# Shop at Home Network
Shop at Home Network é um canal de Televendas dos Estados Unidos.